# Françoise Briquel-Chatonnet
Pour les articles homonymes, voir Briquel.
Françoise Briquel-Chatonnet (née le 22 août 1956 à Lyon) est une historienne et syriacologue française. Elle est docteure en histoire, directrice de recherche au CNRS, au laboratoire Orient et Méditerranée (CNRS, université Paris IV, université Panthéon-Sorbonne, École pratique des hautes études) et membre de l'Académie des inscriptions et belles-lettres (2021).

## Biographie
Françoise Briquel-Chatonnet, ancienne élève de l'École normale supérieure de jeunes filles (L 1975), est agrégée d'histoire (1978), docteur de l'université Panthéon-Sorbonne avec une thèse portant sur les relations entre les cités de la côte phénicienne et les royaumes d'Israël et de Juda (1988) et habilitée à diriger des recherches de l'université François-Rabelais à Tours (1999).

### Activités professionnelles
Elle a été pensionnaire à la Bibliothèque nationale de France, où elle a travaillé notamment au premier volume du catalogue des manuscrits syriaques. En 2020, elle est directrice de recherche au CNRS (composante « Mondes sémitiques ») et directrice-adjointe du laboratoire « Orient et Méditerranée » (UMR 8167). Elle est élue membre de l'Académie des inscriptions et belles-lettres le 21 mai 2021 au fauteuil de Marc Fumaroli.
Elle est généralement considérée, avec sa collègue Muriel Debié, comme une syriacologue importante,. Les deux chercheuses collaborent aussi dans le cadre des Belles Lettres, dont elles dirigent l'édition de sa nouvelle collection consacrée à l'Orient chrétien,. Leur ouvrage commun, Le monde syriaque, reçoit un grand prix de la part de l'Institut du monde arabe en 2018, et le prix médiéviste de la Dame à la licorne. 

### Vie privée
Françoise Briquel-Chatonnet est l'épouse du professeur émérite (Sorbonne), philologue (latin) et étruscologue Dominique Briquel.

## Publications
- Françoise Briquel-Chatonnet, Muriel Debié, Le Monde syriaque, Paris, Les Belles Lettres, 2017, 272 p,  (ISBN 978-2-251-44715-5)[11]
- Les Relations entre les cités de la côte phénicienne et les royaumes d’Israël et de Juda, Studia Phœnicia 12, Orientalia Lovaniensia Analecta 46, Louvain, Librairie orientaliste Peeters, 1992, 446 p.
- Manuscrits syriaques. Bibliothèque nationale de France (manuscrits entrés depuis 1911, no 356-435). Aix-en-Provence, Bibliothèque Méjanes. Lyon, Bibliothèque municipale. Strasbourg, Bibliothèque nationale et universitaire. Catalogue, Paris, Bibliothèque nationale de France, 1997, 264 p.
- avec Éric Gubel, Les Phéniciens : aux origines du Liban, Gallimard, coll. « Découvertes Gallimard / Archéologie » (no 358), 1998, 160 p.
- avec Pierre Bordreuil, Le Temps de la Bible, Paris, Gallimard, coll. «  Folio Histoire », 2003, 461 p.
- Direction de l'ouvrage collectif La Bible, Paris, Jules Tallandier, 2003, 345 p.
- Les Araméens et les premiers Arabes, Aix-en-Provence, Édisud, 2005 (Encyclopédie de la Méditerranée)
- L'Arabie chrétienne (avec Christian Julien Robin), Paris, Les Belles Lettres, 2017

## Distinctions

### Décorations
- Chevalière de l'ordre national du Mérite[3].
- Officier de l'ordre des Palmes académiques (2024)[12]

### Récompenses
- Prix de la Fondation Thiers pour la publication de sa thèse.
- Médaille de bronze du CNRS, 1993.
- Prix Irène-Joliot-Curie de la Femme scientifique de l'année, 2016.